# Racek šedý
Racek šedý (Larus hyperboreus) je jedním z největších druhů racků. Od všech ostatních racků, kromě racka bělokřídlého (Larus glaucoides), se v dospělosti liší bílými špičkami křídel. Světlejší špičky křídel jsou charakteristické i pro mladé ptáky. Racek šedý hnízdí v arktických oblastech Evropy, Asie a Severní Ameriky. V mimohnízdní době se zdržuje v blízkosti hnízdišť, jen malé množství ptáků zaletuje dále na jih. Živí se především rybami, příležitostně i mršinami a vybírá také vejce a mláďata z hnízd jiných mořských ptáků. Většinou žije samotářsky, v době hnízdění se rackové sdružují do malých skupin, často hnízdí poblíž kolonií jiných mořských ptáků, kde kradou vejce. Výjimečně zaletuje také do České republiky, kde byl pozorován například v lednu 2012 v Praze na Vltavě, nebo v prosinci 2018 na jezeře Most.

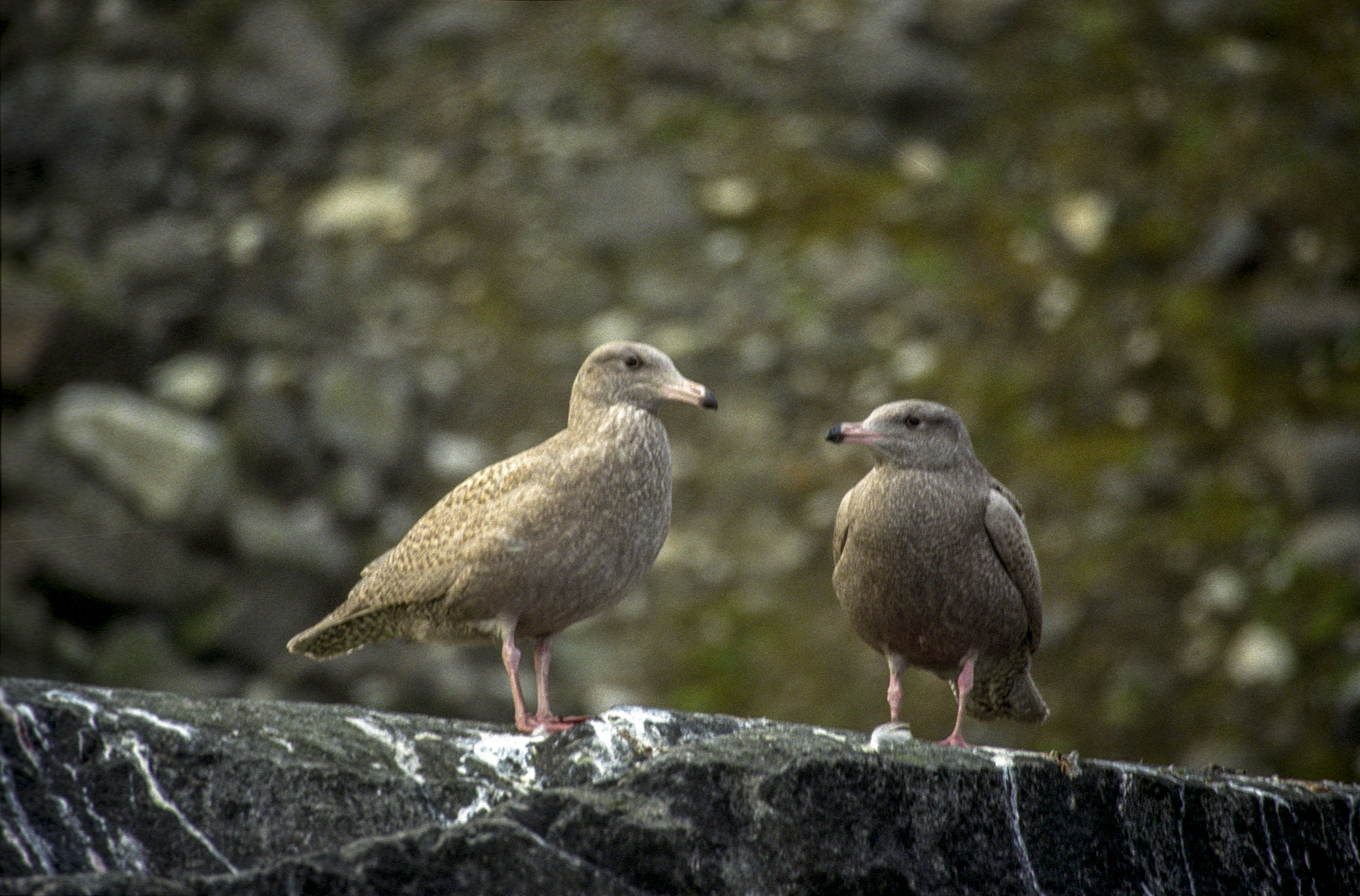
Ptáci v šatu 1. roku, Špicberky

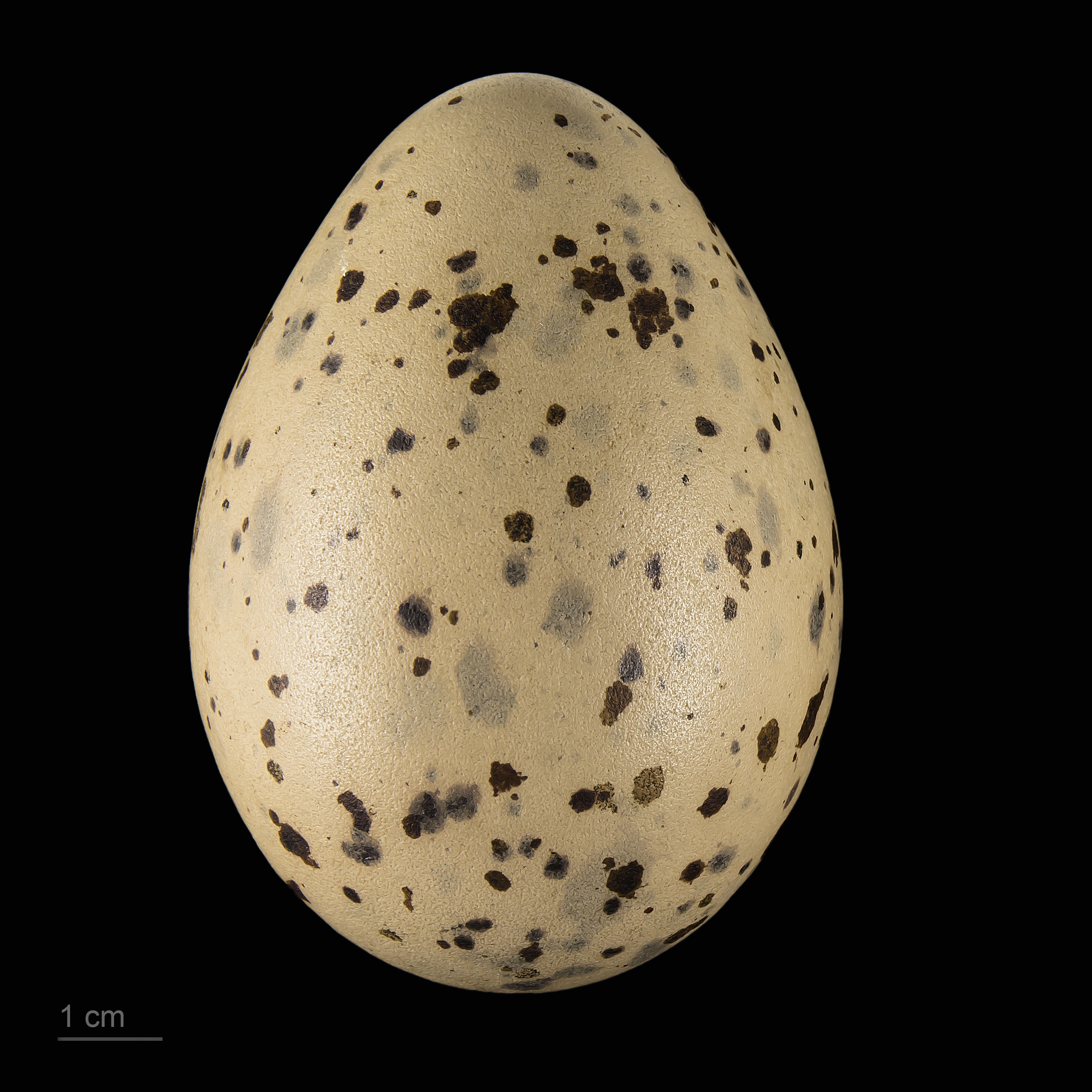
Vejce racka šedého